# Tulogdy János
Tulogdy János (Torda, 1891. október 12. – Kolozsvár, 1979. október 1.) magyar földrajztudós, barlangkutató, egyetemi tanár.

## Élete
Édesapját 1894 őszén Kolozsvárra helyezték, a Gazdasági Akadémia tanára és intézője lett, családja is vele ment. János fiát is magával vitte város környéki sétáira, így már kisgyermek korában megismerkedett szülőföldje nevezetes természeti képződményeivel, a híres Tordai-hasadékkal és barlangjaival, s ezek az élmények meghatározták életpályáját. Tovább erősítette ezt Szabó Imre, középiskolai földrajz-természetrajz tanára.  A kolozsvári Református Kollégiumban érettségizett 1909-ben..Egyetemi tanulmányait 1909-ben kezdte Kolozsvárott és ott is végezte. Olyan kiváló tanárai voltak, mint Cholnoky Jenő és Szádeczky-Kardoss Gyula. Földrajz-természetrajz szakos diplomát szerzett. 1912 és 1914 között mint egyetemi gyakornok tevékenykedett a kolozsvári egyetem Földtani Intézetében. 1914. augusztus 1-jétől 1918. augusztus 31-éig katona volt. A galíciai harcokban combcsontlövést kapott, ennek következtében több mint két és fél éven át ágyban fekvő beteg volt. Öt műtéten is átesett. Ismét megtanult járni vaskos turista botja segítségével.
A háború után a kolozsvári Református Kollégium földrajz és természetrajz katedráját ajánlották fel neki. Itt tanított 1918 szeptemberétől 1945-ig. 1945-ben a Bolyai Tudományegyetem Földrajz-Földtan Karára nevezték ki a Földrajz katedra vezetésére, ahol nyugdíjazásáig, 1959-ig volt tanszékvezető.

## Munkássága
Oktatómunkája mellett értékes tudományos megfigyelésekkel gazdagította az Erdélyre, ezen belül Kalotaszegre és Kolozsvárra vonatkozó földrajzi ismereteket. Nyomorék lába ellenére fáradhatatlanul járta a hegyeket, különösen Erdély karsztjait és barlangjait. Tiszteleti tagja volt a Magyar Földrajzi Társaságnak és a Magyar Karszt- és Barlangkutató Társulatnak. A geomorfológiai és hidrológiai tárgykörében kifejtett tudományos munkássága mellett az erdélyi szervezett természetjáró, és természetvédő mozgalom felkarolásában és irányításában is részt vállalt. 1932-ben a Chamonix-i, 1933-ban a Cortina d’Ampezzó-i Nemzetközi Turista Kongresszus résztvevője. Tagja, majd a harmincas években alelnöke volt az Erdélyi Kárpát-Egyesületnek (EKE). Felelős szerkesztője volt az Erdélyi Kárpát-Egyesület honismereti közlönyének, az Erdélynek. Közel 300 tudományos és ismeretterjesztő cikket, földrajzi tankönyveket írt, több népszerű könyve is megjelent.

## Művei
- Kolozsvár környékének pleisztocén képződményei. Hely és év nélkül.
- Iskolai tanulmányi kirándulások. Kolozsvár, 1923. Minerva rt.
- Állattan magyar tannyelvű középiskolák I. osztálya számára. 136 képpel. Kolozsvár, 1925. Minerva rt.
- Erdély geológiája. Kolozsvár, 1925. Minerva rt.
- A csoklovinai barlang. Pásztortűz, 1928. 15.
- A Székelyföld földrajza. Kolozsvár, 1929. Minerva rt.
- A Székelyföld földrajzi irodalma. Kolozsvár, 1929. Minerva Rt.
- Turisták és cserkészek könyve. Kolozsvár, 1929, Minerva.
- Kolozsvár környékének geomorfológiai kialakulása. Kolozsvár, 1930. Minerva R.T. (Különlenyomat az Erdélyi Múzeum 35. évf. 10-12. sz.-ból.)
- A túravezetésről. Kolozsvár, 1933. Gloria kny.
- A Tordai-hasadéki Kéményseprő-barlang kutatása. Aranyosszék, 1934. 17.
- Az Aggteleki Baradla Cseppőbarlang. – Erdély, 1935. 32. évf. p. 59. Kolozsvár
- A Tordai-hasadéki Kéményseprő-barlang. Erdély, 1935. 3.
- A meziádi Czárán-barlang felfedezése. Erdély, 1935. 11-12.
- Külföldi hírek. Az Aggteleki cseppkőbarlangnak... (bemutatója, Kessler Hubert esküvője, BETE vándorgyűlése a Solymári-barlangban.) – Erdély, 1936. 33. évf. p. 23. Kolozsvár
- A Gyilkos-tó keletkezése. 1937.
- A Tordai-hasadék. Kolozsvár, 1939. Minerva Rt.
- Erdély kis turistakalauza. Budapest, 1940.
- Az erdélyi természetjárás története. 1941.
- A cseppkövek keletkezésének gyorsasága. Természettudományi Közlöny, 1941. 10.
- A révi Zichy-barlang felfedezésének és feltárásának története. – Erdély, 1943. 40. évf. p. 168-173, 186-189. Kolozsvár
- Kolozsvár környékének kirándulóhelyei. Kolozsvár, 1943.
- A Zichy-barlang felfedezése 40 éves évfordulójának megünneplése. Erdély, 1943. 40. évf. p. 173-174. Kolozsvár.
- A Tordai-hasadék keletkezése. Földrajzi Közlemények, 1943.
- Cseppköves barlang Kőrösfő alatt. Erdély, 1944. szept.
- Természetjárók könyve. Bukarest, 1959, Ifjúsági Könyvkiadó.
- A Berettyó forrásvidékének karsztjelenségei. Karszt és Barlang, 1972. I-II. p. 1-4.
- Földrajzi kislexikon. (Madarász Antallal és Balás Árpáddal.) Bukarest, 1976.